# Barrie Stevens
Barrie Edward Stevens (Londen, 11 juni 1944) is een Nederlandse danser, choreograaf, regisseur en acteur die van oorsprong de Britse nationaliteit had. Stevens werd bij het grote publiek vooral bekend als jurylid in de Soundmixshow.

## Loopbaan
Barrie Stevens werd geboren in Londen. Als 18-jarige deed hij auditie voor de Snip & Snap Revue. Hij werd aangenomen en emigreerde naar Nederland.
Zijn televisiedebuut maakte hij als Bobbie in de serie Ja zuster, nee zuster van Annie M.G. Schmidt. In 1973 en 1974 speelde hij een hoofdrol in de populaire televisieserie voor de jeugd Tita Tovenaar (als tovenaarsleerling Kwark); hiervan werden 490 afleveringen gemaakt. In 1994 had Barry een rol in In de Vlaamsche pot, aflevering Over En Uit, als Berny. In 1998 had hij een gastrol in Kees & Co als regisseur.
Stevens was ook als danser en acteur te zien in vele musicals. Naast diverse theater- en tv-werkzaamheden maakte Stevens carrière als choreograaf en regisseur. Hij was betrokken bij diverse succesvolle musicals, zoals Footloose, A Chorus Line, Follies en Grease. Ook was hij jarenlang artistiek leider van de musicalopleiding van Fontys Hogescholen in Tilburg. Stevens leidde tevens zijn eigen 'Musical Academy in Holland'.
In de jaren negentig werd Stevens gevraagd om zitting te nemen in de jury van de Soundmixshow, naast onder meer Jacques d'Ancona en Hans van Eijck. Hij maakte in Nederland de spreuk "Vooral doorgaan!" bekend. Tijdens een aflevering van Beter laat dan nooit, op 11 september 2018, gaf Stevens toe dat hij dit voornamelijk zei omdat hij niemands droom wilde ontnemen en het commentaar zo positief mogelijk wilde houden.
In 2012 deed hij de choreografie van de musical De Jantjes. In diezelfde periode werkte hij, samen met schrijver Frank Waals, aan een eigen biografie. Tijdens de presentatie van deze biografie, op 11 april 2013 in Koninklijk Theater Carré, spraken naast Stevens en Waals, ook goede vrienden en collega's Albert Verlinde, Henny Huisman, Peter van der Vorst en Willeke Alberti. De biografie is opgedragen aan koningin Beatrix, zij stuurde Stevens een bedankbrief.
In 2015 speelde hij met Frank Sanders de productie "The Rozettes  - Oude liefde, nieuwe show".
In 2018 was Stevens te zien als een van de hoofdrolspelers in het televisieprogramma Beter laat dan nooit. In deze serie maakten vier televisiecoryfeeën een rondreis door Zuidoost-Azië. Het programma werd een groot succes voor RTL 4. Door zijn deelname aan het programma kwam Stevens weer volop in de schijnwerpers. Tijdens de uitreiking van de Gouden Televizier-Ring Gala op 11 oktober 2018 maakten de Beter laat dan nooit-sterren de winnaar van de Zilveren Televizier-Ster (man) bekend. In 2020 werd bekendgemaakt dat het programma terugkeert voor een tweede seizoen, de heren vertrokken in februari 2020 ditmaal samen met Katja Schuurman naar Zuid-Amerika.
In februari 2019 maakte Stevens in de rol van Rudie Reuvers, een homoseksuele binnenhuisarchitect, zijn debuut in de RTL 4-soap Goede tijden, slechte tijden. Verder was hij te zien als kandidaat in Dancing with the Stars , en in 2021 als drag in het televisieprogramma Make Up Your Mind en als Secret Singer in het televisieprogramma Secret Duets, en in 2022 als een engelse-wals danser in het programma Busje Komt Zo (songfestival aflevering). In 2023 deed Stevens mee aan het SBS6-programma Moordfeest. In datzelfde jaar deed hij mee aan de kerstspecial van het televisieprogramma De Alleskunner VIPS, waar hij op de elfde plaats eindigde.

## Privé
Stevens was 18 jaar lang de levenspartner van Leen Jongewaard. In 2012 kreeg Stevens prostaatkanker. Na een lange revalidatieperiode werd hij weer genezen verklaard. Op 1 april 2019 verkreeg hij het Nederlands staatsburgerschap, dat hij had aangevraagd in aanloop naar de brexit.